# 魯德尼亞-米科拉伊夫卡
51°1′27″N 28°2′44″E / 51.02417°N 28.04556°E
魯德尼亞-米科拉伊夫卡（羅馬化：Rudnia-Mykolaivka）是烏克蘭北部日托米爾州茲維亞赫爾區叶米利奇内市镇里的村落。面積2.11平方公里，海拔高度197米，2001年人口191，人口密度每平方公里90.52人。